# Marie Pie de la Croix
Marie Pie de la Croix (Pellezzano, 12 décembre 1847 - San Giorgio a Cremano, 1er juillet 1919) est une religieuse italienne, fondatrice des Sœurs crucifiées adoratrices de l'Eucharistie et reconnue vénérable par l'Église catholique.

## Biographie
Madeleine Notari naît au hameau de Capriglia, dans la ville de Pellezzano (province de Salerne), le 12 décembre 1847, au sein d'une famille bourgeoise. ses parents, Benoît Notari et Vincente Calvanese, ne peuvent s'occuper de l'éducation de leurs enfants en raison de leurs occupations. C'est pourquoi, elle est élevée par son oncle Nicolas Notari, à Naples. Éloignée de ses parents, Madeleine y voit une épreuve du Christ et un appel à participer à ses souffrances ; de cette même expérience naît son amour pour la Passion du Christ.
Elle fait ses études, d'abord dans le Terzo Educandato borbonico puis au monastère des visitandines de Naples. Son désir d'être religieuse est entravé par ses parents et sa santé fragile. Elle devient membre du Tiers-Ordre des servites de Marie le 22 février 1873. Dès lors, elle décide de vivre comme une religieuse dans sa propre maison. Là, selon ses biographes, elle fait l'objet de nombreuses expériences mystiques. Avec l'aide de Catherine Volpicelli, fondatrice des servantes du Sacré-Cœur, elle obtient la permission de Mgr Acquavella, archevêque de Naples, de créer un orphelinat et de se consacrer aux soins des enfants abandonnés.
Certains de ses amis intimes lui conseille de fonder un nouvel institut dédié à la contemplation de la Passion du Christ. Le 21 novembre 1885, elle fonde la congrégation des sœurs Crucifiées de l'Eucharistie. Le jour de sa profession religieuse, elle change son nom pour Marie Pie de la Croix. Elle se consacre à l'expansion de son œuvre, en fondant les premières maisons hors de Naples puis établit la maison-mère de l'institut à San Giorgio a Cremano. Dans cette communauté, elle reçoit elle-même au noviciat Marie de la Passion Tarallo, la première bienheureuse de la congrégation, dont elle écrit la biographie. Marie Pie meurt le 1er juillet 1919.
Le procès de béatification de Marie Pie est introduit deux ans après sa mort. Le 8 juillet 2016, le pape François la déclare vénérable. Ses restes se trouvent dans l'église de la maison-mère de sa congrégation.